# Taraguntín
Taraguntín är en ort i Mexiko.   Den ligger i kommunen Santo Domingo de Morelos och delstaten Oaxaca, i den sydöstra delen av landet, 500 km sydost om huvudstaden Mexico City. Taraguntín ligger 183 meter över havet och antalet invånare är 105.
Terrängen runt Taraguntín är huvudsakligen kuperad, men åt sydost är den platt. Terrängen runt Taraguntín sluttar söderut. Runt Taraguntín är det ganska glesbefolkat, med 48 invånare per kvadratkilometer. Närmaste större samhälle är San Pedro Pochutla, 13,9 km sydost om Taraguntín. I omgivningarna runt Taraguntín växer huvudsakligen savannskog.